# Gentiane pourpre
Gentiana purpurea
Espèce
Classification phylogénétique
Statut de conservation UICN

 LC  : Préoccupation mineure
La Gentiane pourpre (Gentiana purpurea) est une plante herbacée vivace de la famille des Gentianacées.

## Description
La Gentiane pourpre, bien que plus petite, ressemble à sa cousine la Gentiane jaune. Comme elle, son rhizome contient des substances amères et toniques. Cependant, elle est assez rare en France. Elle pousse essentiellement dans les Alpes suisses, où elle est protégée et où on la trouve fleurie en été entre 1 200 m et 2 700 m. Elle se rencontre également en France, en Haute-Savoie (au-dessus de Saint-Gervais-les-Bains, Megève, etc.) et en Savoie (Tarentaise, etc.).

## Caractéristiques

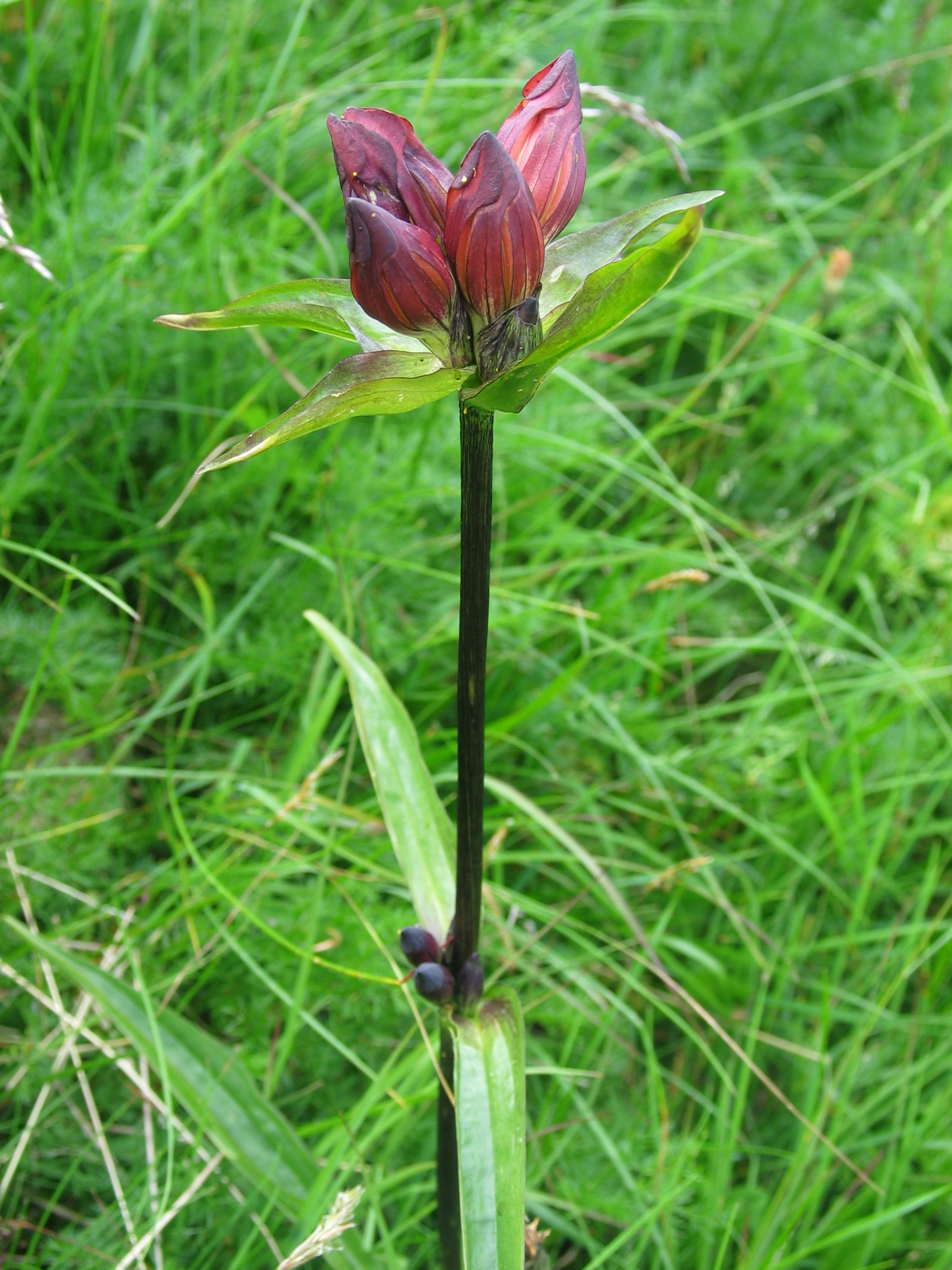
Tige et fleurs

Organes reproducteurs
- Type d'inflorescence : glomérules
- Répartition des sexes : hermaphrodite
- Type de pollinisation : entomogame
- Période de floraison : juin à août

Graine
- Type de fruit : capsule
- Mode de dissémination : barochore

Habitat et répartition
- Habitat type: pelouses acidophiles montagnardes à subalpines
- Aire de répartition: européen central

Données d'après: Julve, Ph., 1998 ff. - Baseflor. Index botanique, écologique et chorologique de la flore de France. Version : 23 avril 2004. 
- Tige et fleurs

## Espèce proche
La gentiane pourpre dans sa forme à fleurs cuivrées peut être confondue avec la gentiane ponctuée (Gentiana punctata).